# 柳生俊能
柳生 俊能（やぎゅう としよし、天保元年（1830年） - 嘉永3年9月13日（1850年10月18日））は、大和柳生藩の第11代藩主。
遠江相良藩主・田沼意正の次男で、田沼意次の孫に当たる。官位は従五位下、飛騨守。幼名は雄七郎。
嘉永2年（1849年）、田沼意正の娘を正室としていた先代藩主・柳生俊章の養嗣子となり、同年11月14日に俊章が隠居したため跡を継いだ。田安御門番役を務めた。嘉永3年（1850年）9月13日、21歳で死去し、跡を養嗣子の俊順が継いだ。法号は天真紹性大源院。

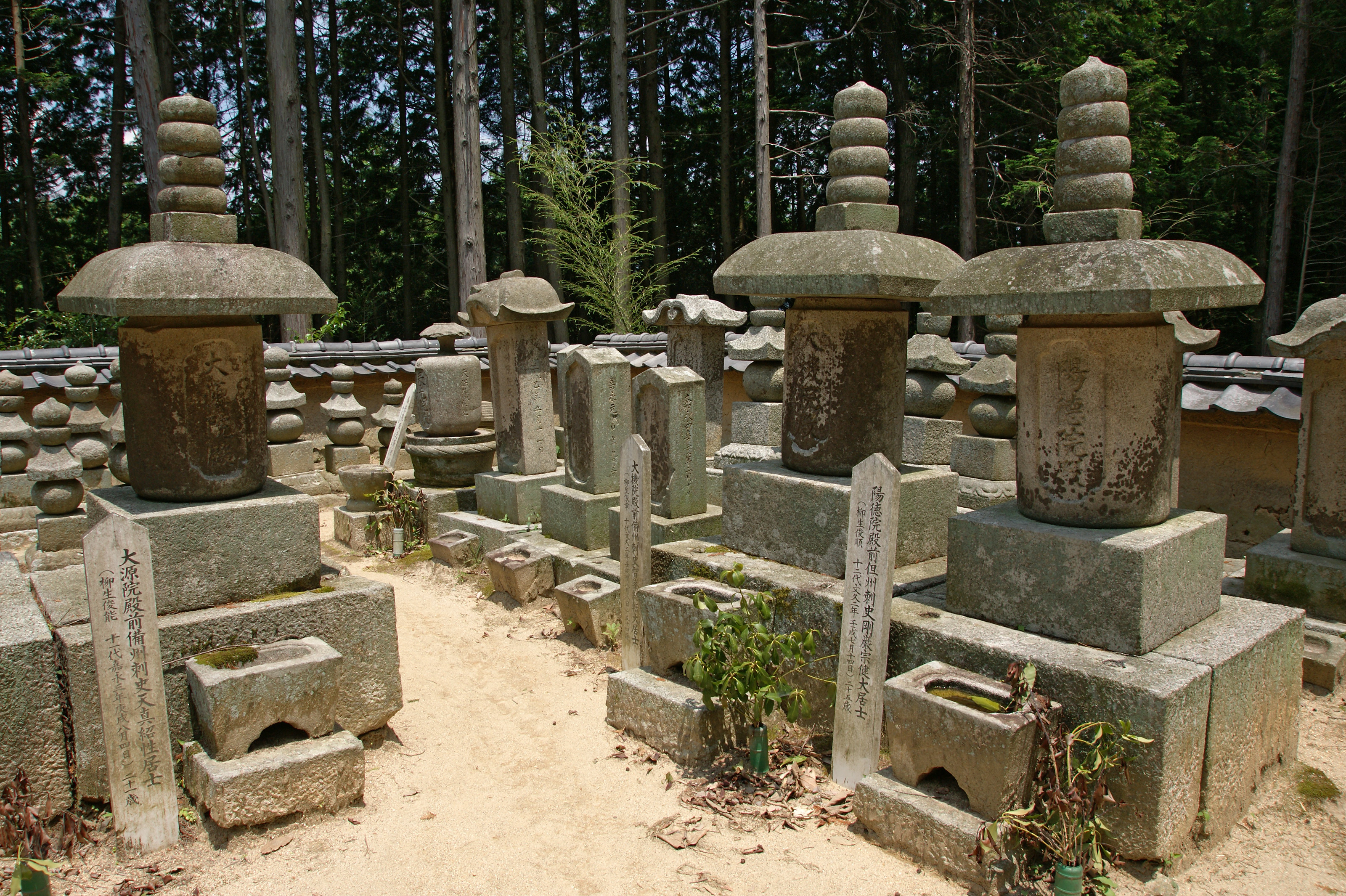
芳徳寺境内にある柳生一族の墓所。左が俊能の墓

墓所は東京都練馬区桜台の広徳寺と奈良県奈良市柳生町の芳徳寺。